# Seaford (Nova York)
Seaford és una concentració de població designada pel cens dels Estats Units a l'estat de Nova York. Segons el cens del 2000 tenia 15.791 habitants.

## Demografia
Segons el cens del 2000, Seaford tenia 15.791 habitants, 5.257 habitatges, i 4.200 famílies. La densitat de població era de 2.345 habitants per km².
Dels 5.257 habitatges en un 37,2% hi vivien nens de menys de 18 anys, en un 68,4% hi vivien parelles casades, en un 8,6% dones solteres, i en un 20,1% no eren unitats familiars. En el 16,3% dels habitatges hi vivien persones soles el 8,3% de les quals corresponia a persones de 65 anys o més que vivien soles. El nombre mitjà de persones vivint en cada habitatge era de 3 i el nombre mitjà de persones que vivien en cada família era de 3,38.
Per edats la població es repartia de la següent manera: un 25,2% tenia menys de 18 anys, un 6,9% entre 18 i 24, un 30,2% entre 25 i 44, un 23,9% de 45 a 60 i un 13,7% 65 anys o més.
L'edat mediana era de 38 anys. Per cada 100 dones de 18 o més anys hi havia 93 homes.
La renda mediana per habitatge era de 78.572 $ i la renda mediana per família de 85.751 $. Els homes tenien una renda mediana de 60.092 $ mentre que les dones 39.083 $. La renda per capita de la població era de 29.244 $. Entorn del 2,8% de les famílies i el 3,6% de la població estaven per davall del llindar de pobresa.